# Puerto San Fermín
Puerto San Fermín, o simplemente San Fermín, es una localidad fronteriza en el norte de Bolivia, ubicada en la región amazónica. Administrativamente se encuentra en el municipio de Apolo de la provincia de Franz Tamayo en el departamento de La Paz. El pueblo se encuentra sobre el río Lanza en el hito fronterizo con Perú,
 dentro del parque nacional Madidi. Entre algunos productos que cultivan los habitantes de San Fermín están el café, la yuca, plátanos y otros, principalmente para consumo propio.

## Historia
Los pobladores indígenas de la zona pertenecieron a los pueblos ese'ejja y toromonas. Entre 1907 y 1913, San Fermín fue una barraca cauchera de la empresa inglesa The Tambopata Rubber Syndicate y a ella se podía llegar desde la localidad de Apolo por una senda, descrito así por el explorador británico Percy Harrison Fawcett en sus memorias. En 1969, un grupo de familias de origen mestizo-quechua que llegaron desde la población de Santa Cruz del Valle Ameno, en busca de nuevas tierras de cultivo donde asentarse, fundaron la actual comunidad de Puerto San Fermín. Años después, llegaron otras familias provenientes de la comunidad Asariamas, también de origen quechua.
En 1985, se produjo al sur de San Fermín una invasión pacífica de colonizadores de origen peruano que se asentaron en lo que bautizaron como “Valle Futuro”.
En 1995 fue creado el Parque Nacional y Área Natural de Manejo Integrado Madidi, dependiente del Sistema Nacional de Áreas Protegidas (hoy SERNAP) y considerada por especialistas como una de las mayores reservas de biodiversidad del mundo. Es así que Puerto San Fermín quedó dentro de los límites de esta área protegida. La fecha oficial de fundación de la comunidad es el 8 de marzo de 1996, aunque los pobladores ya vivían desde hace tiempo en la localidad.
Actualmente los pobladores de Puerto San Fermín se dedican a la producción del café junto a la localidad boliviana de Cocos Lanza y otras localidades peruanas cercanas, con el apoyo del proyecto Apoyo al Desarrollo de la Cadena Productiva Transfronteriza del Café Perú-Bolivia.

## Accesos
Para llegar a San Fermín existen dos maneras. Desde el interior del territorio boliviano, se debe realizar una caminata de al menos cuatro días por la selva tropical a través de estrechos senderos desde la localidad de Apolo, la cabecera municipal del municipio homónimo.
La segunda manera es por transporte público desde La Paz, desde donde se debe atravesar la sierra peruana pasando por Desaguadero, Puno y Juliaca y hasta arribar a la selva por localidades como Puquina Punku, y Curva Alegre, en territorio peruano. Esta opción tarda más de 24 horas de viaje con trasbordos.